# António Maria da Silva
António Maria da Silva (1872 - Lisboa, 14 de octubre de 1950) fue un político e ingeniero portugués.
Fue Ingeniero en minas del ejército portugués, participante activo de la masonería y del ascendente Partido Demócrata, había sido primer ministro de Portugal intermitentemente, desde 1920 hasta 1923.
En el último año mencionado dirigió un movimiento revolucionario secreto contra el presidente Manuel Teixeira Gomes, que al ser descubierto, fue desmantelado y fue enviado al exilio en España.
Tras ser restituido en la vida pública portuguesa en 1925, en su carrera política logró ser por cuarta vez primer ministro de Portugal, bajo el convulsionado periodo de la Primera República Portuguesa en caída.
Un año más tarde tras una presidencia inestable, el gobierno, encabezado por Bernardino Machado, fue destituido por un movimiento militar, el 28 de mayo de 1926.
Manteniendo el cargo pero inhabilitado de usarlo, António Maria da Silva renuncia al cargo y no vuelve a aparecer públicamente en la política.
Fallece en 1950, cuando Portugal aún se encontraba bajo la dictadura, esta vez encabezada por António de Oliveira Salazar.